# مصطفى الكواوي
مصطفى الكواوي (نوفمبر 1934 - 20 أكتوبر 2006) ممثل مصري، شارك في العديد من الأعمال الفنية على التلفزيون في فترتي السبعينيات والثمانينيات، ومن أبرز أعماله: مارد الجبل، ناعسة، كدابين الزفة.

## أهم أعماله
كانت له أدوار مميزة وكان يظهر في الإعلانات في فترة السبعينيات وما بعدها وخاصة إعلان بونبون سيما، وكان يعد من أنشط الشخصيات في الوسط الفني، وكان عمله الأساسي مدير قاعات العرض بالتلفزيون وكان مديراً للإنتاج الفني في مسلسل ألف ليلة وليلة في سنة 1983م، ومدير إنتاج في مسلسل لا يا ابنتي العزيزة في سنة 1979م،
أما كممثل اشترك في أكثر من 110 عمل فني كانت بدايتها عام 1958م بفلم سهم الله ليوسف شعبان، ثم شارك في مسلسل سعودي أغاني ببحر الأماني للفنان محمد عبده، كانت آخر أعماله الفنية سنة 2006م في مسلسل حارة الزعفراني مع صلاح السعدني وسماح أنور، وشارك أيضًا مع فوازير أم العريف مع نيللي وألف ليلة وليلة مع شريهان والمناسبات مع يحيى الفخراني وهالة فؤاد وصابرين بالإضافة مع فوازير عمو فؤاد مع فؤاد المهندس.

### أفلام
| - الصديقان:1993 - امرأة تدفع الثمن:1993 - الأسطى المدير:1988 - البيات الشتوي:1987 - كدابين الزفة:1986 - الحب في غرفة الإنعاش:1985 | - الفرن:1984 - تحقيق:1980 - مهمة صحفية:1971-أمين - سهم الله:1958 - شرخ في جدار العائلة (قرار في ضوء البرق) |

### مسلسلات
| - حارة الزعفراني:2006 - أوقات خادعة:1999 - أمواج لا تصل إلى شاطئ:1996 - عندما تتحرك الجبال:1996 - الزيني بركات:1995 - أولاد الأصول:1995 - ساكن قصادي ج1: 1995 - أحلام العنكبوت:1994 - القضاء في الإسلام ج5: 1994 - الصمت:1993 - محمد رسول الله إلى العالم:1993 - المال والبنون ج1، 2: 1992، 1995 - أم العريف:1992-(فوازير) - بوابة الحلواني ج1: 1992- خميس - حصاد الحب:1992 - رأفت الهجان ج3: 1992- مزراحي - علي عليوة:1992 - ألف ليلة وليلة:1991 - اللعبة المجنونة:1991 - عجايب صندوق الدنيا:1991-(فوازير) ضيف شرف - الوسية:1990 | - الحب في عصر الجفاف:1989 - امرأة في دوامة:1989 - فتى الأندلس:1989 - هاربات من الماضي:1989 - عدالة الرشيد:1988 - (فوازير) المناسبات:1988-(فوازير) - نور الإيمان:1988 - أحلام مبروكة:1987- فهمي - البلياتشو:1987 - الزوجة أول من يعلم:1987- عطا - ألف ليلة وليلة: الثلاث بنات (كريمة وحليمة وفاطيمة):1987- جنجان - جدو عبده زارع أرضه:1987-(فوازير) - أزواج لكن غرباء:1986 - الأنصار:1986 - الحب العظيم:1986 - ابن عمار:1985 - الأبناء:1985 - الجراد والأرض:1985 - ألف ليلة وليلة: عروس البحور:1985-(فوازير) - ألوان:1985 - بلاد السعادة:1985 | - حكايات هو وهي:1985 - لا إله إلا الله ج1، 2: 1985، 1986 - البركان:1984- الغفير - السنين:1984 - ألف ليلة وليلة:1984 - محمد رسول الله ج4: 1984 - الرجل والطريق:1983- عبدالباسط - خط عرض 43: 1983 - زهراء الأندلس:1983 - صاحب الجلالة الحب:1983 - عطفة خوخة:1983 - الأزهر الشريف منارة الإسلام:1982- ديوان أفندي - واشهد يازمن:1982 - الكعبة المشرفة:1981 - اليتيم والحب:1980 - كف القدر:1980 - الآنسة:1979- عبدالعاطي - العندليب الأسمر:1979 - ضيوف مزعجين جدًا:1979- الشاويش نصر - لا يا ابنتي العزيزة:1979- سيد السلاكاوي - زغاريد في غرفة الأحزان:1978- التمرجي | - مارد الجبل:1977- طايع - وآه يا زمن:1977- سنجاوي - على باب زويلة:1976- مغاوري - ابن الليل:1975- سفروت - القضبان:1974 - المعجزة:1973 - شهادة ميلاد:1973 - البيانولا:1971 - الفرخة اتكلمت:1971 - صفارة سرحان:1971 - آدم وحواء والشيطان:1970 - متاعب المهنة:1970 - ناعسة:1970 - أغاني في بحر الأماني:1969 - أدركني يا دكتور - خاتم السعد - شمس الخريف - شيء من الخوف - لن نبكي من أجلهم - يعيش ياميش |

### سهرة تلفزيونية
| - نداء إلى المجهول:1987 - ليلة طويلة:1986-جوده - الإمام العادل "عمر بن عبدالعزيز":1983 - عيون لا ترى الحب:1983 - أم مثالية:1981 - الفن مين يعرفه:1980 | - الرحمة المهداة - الزمار - الزهور القاتلة - الزوجة الطائشة - اللقاء المثير - جاهز وتفصيل | - شيء من الرومانسية - ضمير امرأة - عبدالستار افندي - عرف كيف يموت - نجم العائلة |

| - مسرحية: عمدة الحلاقين:1985 - مسلسل إذاعي: أحلام ذهبية:اذاعي - مسلسل إذاعي: أغرب القضايا:قضية سرقات اللوكاندة - مسلسل إذاعي: صفقة العمر - برنامج: طريق الهدى - برنامج: ليلة المولد - مسرحية: مين فينا الغبي | - مسرحية: الجده حكاية:2005 - سهرة تليفزيونية: قطرات ندى:1993 - مسلسل : ألف ليلة وليلة:1984 - مسلسل: لا يا ابنتي العزيزة:1979 |

## وصلات خارجية
- مصطفى الكواوي على موقع قاعدة بيانات الأفلام العربية